# Coal City, Illinois
Coal City är en ort (village) i Grundy County, och  Will County, i delstaten Illinois, USA. Enligt United States Census Bureau har orten en folkmängd på 5 595 invånare (2011) och en landarea på 12,7 km².